# 洪遠
洪遠（1450年—1519年），字克毅，號弘斋，直隸徽州府歙縣人，民籍，明朝政治人物。進士出身。

## 生平
十二月十六日生，行三，早年出身國子生，應天府鄉試第一百三十二名。成化十四年（1478年）戊戌科會試第二百四十名，殿試登進士第三甲第二百一十七名。初授莆田县知县，丁忧去职。起补濬縣，改交河县。弘治八年（1495年）四月由南京都察院理刑知县實授南京福建道监察御史，十三年十月升浙江按察司佥事，十七年十二月升本司副使，復除湖广副使，正德四年（1509年）二月升广西按察使，五年四月升四川右布政使，六年九月升陕西左布政使，七年闰五月升都察院右副都御史、巡抚云南，九年七月改任南京大理寺卿，十年十二月升南京都察院右都御史，十四年三月升南京工部尚书，七月卒于官。

## 家族
曾祖父洪彰。祖父洪壽。父亲洪寬，曾任知州。母汪氏。具庆下。兄達、迪、弟洪通（1452年-1529年），字克明，弘治乙卯科舉人，历任义乌知县、桂林府通判、道州知州。娶吴氏。有子洪玠。